# نویمان (دهانه)
نویمان یک دهانه برخوردی در ماه‌ است.